# 櫛田良洪
櫛田 良洪（くしだ りょうこう、1905年11月28日 – 1980年11月4日 ）は、日本の僧侶、日本仏教史研究者。

## 経歴
愛知県出身。大正13年旧制豊山中学校卒業、1929年大正大学文学部史学科卒業。1934年大正大学講師、1944年同助教授、1947年同教授。1966年には大正大学学長となり、1974年に名誉教授。日本仏教史、特に浄土真宗史の研究を専門とし、1960年に「東密の史的展開に関する研究」により大正大学から文学博士の学位を授与された。松戸市教育委員長なども務めた。1977年に勲三等瑞宝章を受章。